# Eksperyment Utopia
Eksperyment Utopia (ang. The Utopia Experiment) - autobiograficzna powieść brytyjskiego naukowca, dziennikarza i publicysty Dylana Evansa. Książka opowiada o eksperymencie, który autor postanowił przeprowadzić w 2006 roku. W ramach eksperymentu D. Evans porzucił pracę w zaawansowanym technologicznie laboratorium robotycznym, przeniósł się do szkockich Highlands i założył społeczność o nazwie "The Utopia Experiment".

## Okoliczności powstania powieści
Wierząc, że upadek cywilizacji jest nieunikniony, Dylan Evans postanowił zostać pionierem przyszłości bez paliw kopalnych, technologii, komunikacji i ogólnego komfortu. Jednak prawdziwa historia książki opowiada o urojeniach i depresji, o tym, jak urok prymitywizmu może tak zachwiać naukowcem, że sprzedaje domek w Cotswolds, by zamieszkać w wilgotnej jurcie i kąpać się w beczce.
Z jednej strony ksiązka opowiada o mikrospołeczności katastrofistów, z drugiej zaś opisuje retrospektywną próbę zrozumienia przez Evansa, dlaczego zrezygnował z pracy w środowisku akademickim, ożenił się i ponownie rozwiódł w trakcie eksperymentu, a następnie pogrążył się w stanie bliskiej katatonii.

## Fabuła
Konstrukcja książki jest odwrócona, autor zaczyna swoją narrację od końca, od pobytu w szpitalu psychiatrycznym, do którego trafia załamany swoim postapokaliptycznym eksperymentem. Dylan Evans jako pacjent podczas spotkania z doktorem Satoshi słucha jak lekarz na głos czyta scenariusz, napisany przez Evansa do eksperymentu, co pozwala czytelnikowi na zapoznasie się z motywacją jaka kierowała D. Evansem, żeby przeprowadzić swój własny eksperyment.

"Nie wierzyliśmy, że świat naprawdę się skończy. Przynajmniej na początku eksperymentu. To miała być jedynie symulacja. Naszym celem było dowiedzieć się, jak mogłoby wyglądać życie, gdyby nasza cywilizacja się zawaliła".

Dalej autor przenosi się do Ameryki Południowej, do początku historii i opowiada o tym, że pierwszy raz pomysł na Eksperyment Utopia pojawił się w jego głowie we wrześniu 2005 roku w Meksyku, podczas wizyty w Meridzie, położonej na półwyspie Jukatan. Po powrocie do Szkocji Evans zamieścił na swojej stronie internetowej ogłoszenie o organizacji nowej społeczności opartej na trzech zasadach: ma to być społeczność ucząca się, ma to być społeczność pracująca i eksperyment ma być ograniczony czasowo. Evans się przyznaje, że z czasem w jego głowie eksperyment stał się czymś więcej niż symulacją: "zamieniał się w przygotowanie do prawdziwego upadku". Eksperyment miał dotyczyć życia po globalnej katastrofie. Evans decyduje się porzucić pracę i sprzedać dom, żeby sfinansować eksperyment, przyznając się później, że zupełnie nie zdawał sobie sprawy jakie będą tego konsekwencje.